# Sacha Parkinson
Pour les articles homonymes, voir Parkinson.
Sacha Parkinson est une actrice britannique née le 11 mars 1992 à Salford au nord-ouest de Manchester. 
Elle est notamment connue pour son rôle de Sian Powers (en) dans la série télévisée Coronation Street.

## Filmographie
- 2003 : The Illustrated Mum
- 2005 : The Royal : Polly Crunshank
- 2006 : The Street : Shannon Peterson
- 2007 : Grange Hill : Anna Duncan
- 2007 : Waterloo Road : Lisa
- 2007 : The Bill : Rose Sterling
- 2007 : Doctors : Cassie Sawyer
- 2008 : Clay : Maria
- 2008 : Shameless (série télévisée) : Tracey Kelvin
- 2008 : Survivors (série télévisée) : Kate
- 2009 : Awaydays : Natasha
- 2009 : A Boy Called Dad : Leanne
- 2009-2011 : Coronation Street (série télévisée) : Sian Powers (en)
- 2012 : Casualty (série télévisée) : Laura Bellamy
- 2013 : The Crash : Kate Harper
- 2013 : The Mill : Miriam
- 2013 : By Any Means : Kimberley Brooks
- 2013 : Fright Night 2 : New Blood : Amy Peterson
- 2013 : Truckers : Suzy
- 2013 : Homeboys : Janine
- 2014 : The Driver : Katie McKee